# Zhao Bing
Zhao Bing (赵昺), född 1272, död 1279, var den artonde och sista kejsaren under den kinesiska Songdynastin (960–1279) och regerade från 1278 till 1279.
Den då åttaåriga Zhao Bing tillsattes 1278 som kejsare av premiärminister Lu Xiufu efter att Zhao Bings bror, den tidigare kejsaren, kejsar Duanzong, avlidit. När Zhao Bing tillträdde tronen var Songdynastin nästan helt besegrad av mongolerna och Songdynastins trupper befann sig längst söder ut i landet under hård press. Under slaget vid Yamen nära dagens Xinhui i Guangdong år 1279 insåg Lu Xiufu att riket var förlorat. Lu Xiufu tog barnkejsaren Zhao Bing i famnen och hoppade i vattnet, och båda drunknade. Det är oklart om självmordet begicks från berget Ya, eller från en båt.
I och med Zhao Bings död var Songdynastin över. År 1271 hade mongolerna bildat Yuandynastin som efter Songdynastins fall kontrollerade hela Kina.

## Regeringsperioder
- Xiangxing 1278–1279[2]